# Féminisme au Royaume-Uni
Le féminisme au Royaume-Uni a des origines anciennes. Dès le XVIIIe siècle des femmes tentent d'améliorer leur situation. Dans un premier temps, les féministes réclament surtout le droit de vote mais elles ne délaissent cependant pas les autres sujets les concernant : droit à l'éducation, droit du travail, droits civils, etc. 

## Les origines du féminisme

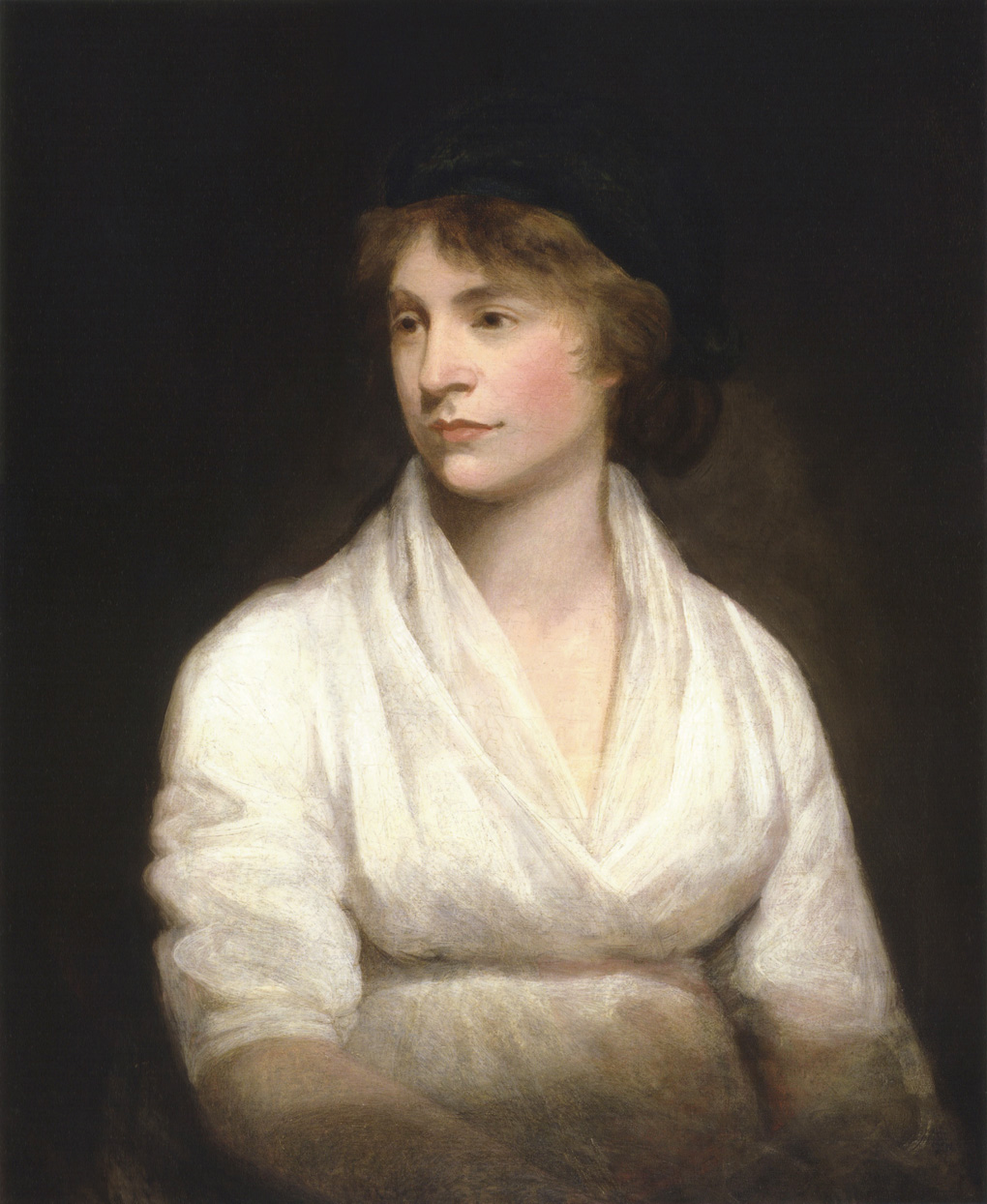
Portrait de Mary Wollstonecraft par John Opie (env. 1797).

Avant même l'apparition du terme féminisme des anglaises refusent la place faite aux femmes dans la société. Mary Wollstonecraft écrit  A Vindication of the Rights of Woman en 1792. Dans cet ouvrage elle aborde la question de l'éducation des femmes. Ce texte majeur inspire d'autres auteures comme Mary Hays qui écrit en 1798 Appeal to the Men of Great Britain on Behalf of Women et Mary Robinson qui la même année écrit Thoughts on the Condtion of Women, and on the Injustice of Mental Subordination.
En 1825 le philosophe William Thompson écrit Appeal of One Half the Human Race, Women, Against the Pretensions of the Other Half, Men, to Retain Them in Political, and thence in Civil and Domestic Slavery. Le livre est coécrit avec Anna Wheeler mais seul le nom de Thompson apparaît. Anna Wheeler dans le journal owéniste The Crisis s'attaque à l'institution du mariage et exprime ses idées sur le plaisir sexuel.

## Première vague féministe
L'inégalité dans le couple est aussi au cœur des préoccupations de Caroline Norton. Elle se bat pour que le droit au divorce soit le même quel que soit le sexe et pour l'existence légale de la femme mariée distincte de celle de son mari. En 1857, plusieurs de ses propositions sont transcrites dans une loi, le Marriage and Divorce Act. Après ces premières victoires d'autres féministes comme Frances Power Cobbe ou Barbara Bodichon exigent l'abrogation des lois qui font de l'épouse un être soumis à son mari. Bodichon en 1854 écrit A Brief Summary in Plain Language of the Most Important Laws In England Concerning Women et demande que la femme puisse posséder des biens en propre. Cela sera accordé en 1882 grâce au Married Women's Property Act.

### Relation avec le socialisme
À partir des années 1850, une partie des féministes adhère aux thèses marxistes et lient la lutte pour la libération de la femme à celle de la lutte des classes. Eleanor Marx, fille de Karl Marx, écrit en 1886 The Woman Question : From a Socialist Point of View. Dans cette mouvance se trouvent aussi Olive Schreiner, Elizabeth Robins et Mona Caird.

### Le droit de vote

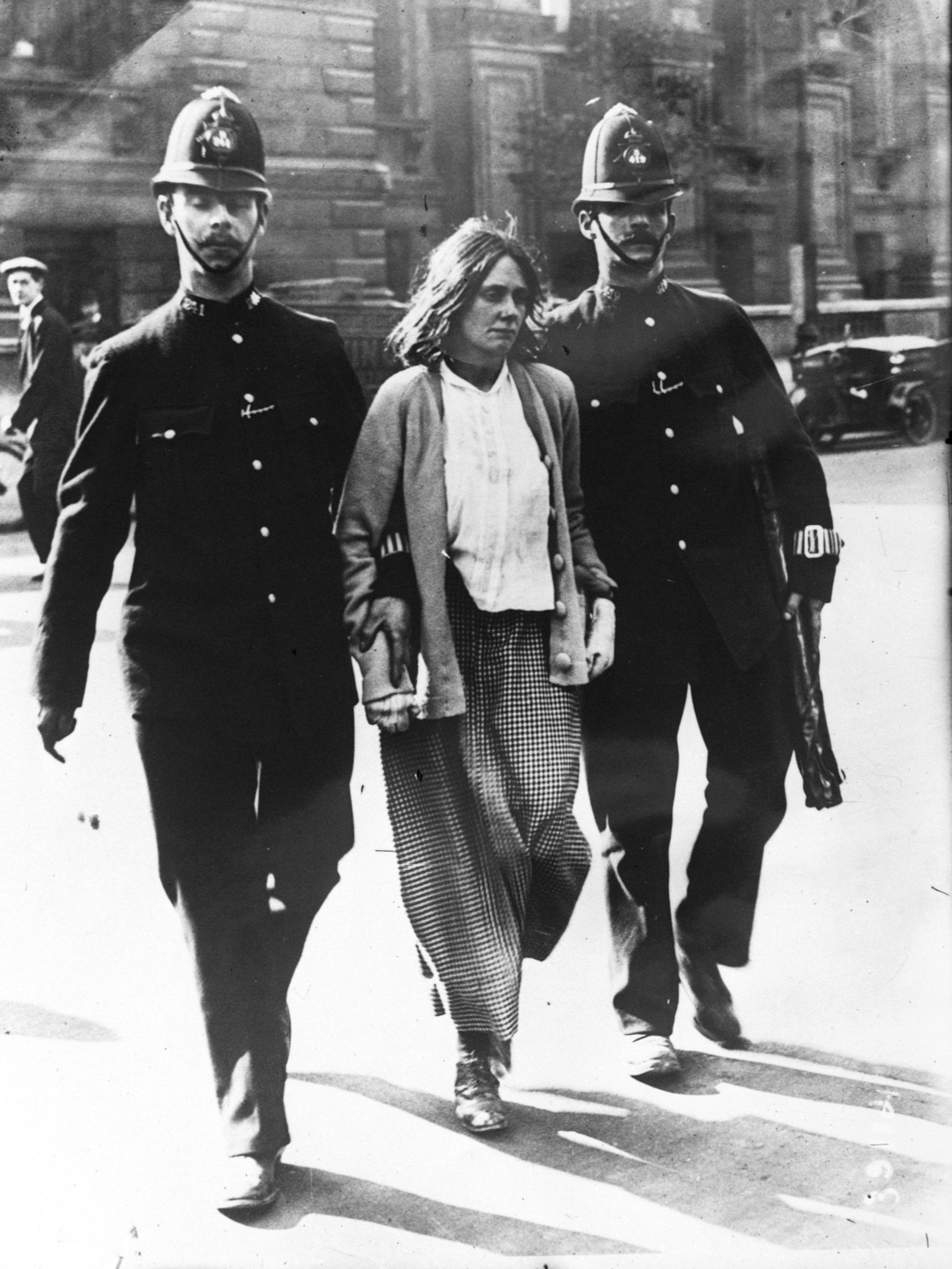
Arrestation d'une suffragette (Londres, 1914).

En 1869 John Stuart Mill écrit The Subjection of Women  où il défend l'égalité du mari et de l'épouse. Sa femme Harriet Taylor Mill en 1851 soutient l'idée de l'indépendance financière de l'épouse dans le pamphlet The Enfranchisement of Women. Mills soutient aussi concrètement les actions féministes. En avril 1886, il porte au parlement une pétition d'environ 1 500 signatures réclamant le droit des votes pour les femmes. Il se fait le porte parole des Ladies of Langham Place, un groupe féministe fondé dans les années 1850 par Barbara Bodichon, Bessie Rayner Parkes, Anna Jameson et Matilda Hays. Ce combat pour le droit de vote des femmes marque de façon très importante le féminisme du XIXe siècle. La conquête de ce droit divise les féministes selon qu'elles veulent le même droit que celui des hommes ou si elles le réclament pour toutes les femmes. En effet, le droit de vote au Royaume-Uni est à l'époque de type censitaire et seuls les hommes propriétaires peuvent voter. Certaines féministes comme Millicent Fawcett ne remettent pas en cause ce système et veulent seulement qu'il soit étendu aux femmes. D'autres personnalités comme Esther Roper soutiennent l'idée d'un droit de vote accordé à tout le monde. Les méthodes employées pour obtenir ce droit divisent aussi les féministes qui sont souvent divisées en suffragettes et suffragistes.
Au début du XXe siècle les féministes ne se contentent plus d'écrire, elles manifestent dans la rue. Ces manifestantes sont généralement appelées suffragettes mais en fait ce terme désigne d'abord les femmes appartenant à l’Union sociale et politique des femmes. Ce parti est créé le 10 octobre 1903 par Emmeline Pankhurst et sa fille Christabel Pankhurst. Les suffragettes n'hésitent pas à recourir à la violence alors que les suffragistes ont une démarche pacifiste. Afin de faire entendre leur voix, les suffragettes n’hésitent pas à utiliser des méthodes telles que la grève de la faim, les manifestations, les campagnes d’influence. Les arrestations et les violences policières sont relatées par les suffragettes ce qui met en porte-à-faux le gouvernement. Des évènements tragiques marquent aussi la longue lutte pour le droit de vote des femmes comme le Black Friday de novembre 1910, quand le projet de loi instituant le vote des femmes fut rejeté. Trois cents femmes manifestent mais sont victimes d'une répression policière d'une extrême violence, puisqu'une manifestante succombe à ses blessures.
En 1918, les femmes obtiennent une première victoire car le droit de vote est accordé pour celles qui ont plus de trente ans. En 1928, une seconde étape est atteinte quand les femmes peuvent voter à partir de 21 ans comme les hommes. Cette victoire entraîne aussi le déclin du mouvement féministe, bien que de nombreuses attentes n'aient pas reçu de réponse. Il faut attendre l'après seconde guerre mondiale pour qu'un nouveau mouvement féministe émerge au Royaume-Uni et revendique l'amélioration du sort des femmes dans ces années d'essor économique. C’est la période d’entre-deux-guerres qui va contribuer à un changement des mentalités, changement dû au rôle primordial joué par les femmes et qui est lié à une remise en question de l’organisation sociale.

## Autres mesures
En 1842, le travail féminin est interdit dans les mines. En 1847, leur temps de travail quotidien est fixé à 10 heures dans les usines.